# Simon Bremen
Simon Bremen (* 1999) ist ein deutscher Jazzmusiker (Alt- und Sopransaxophon, Komposition).

## Leben und Wirken
Bremen begann mit acht Jahren, Saxophon zu spielen. Nach klassischem Unterricht an der Jugendmusikschule in Vaihingen an der Enz begann er sich für Jazz zu interessieren und spielte in verschiedenen Ensembles und Bands. Dreimal siegte er bei Jugend musiziert. Ab 2017 nahm er Jazzunterricht bei Magnus Mehl; zudem erhielt er Unterricht auf dem Jazzpiano bei Martin Sörös und Volker Engelberth. 2018 wurde er Mitglied des Landesjugendjazzorchesters Bayern unter der Leitung von Harald Rüschenbaum; zudem spielte er 2020 im Landesjugendjazzorchester Baden-Württemberg unter Rainer Tempel. Seit Oktober 2019 studierte er an der Hochschule für Musik und Darstellende Kunst Stuttgart bei Christian Weidner und absolvierte dabei einen einjährigen Erasmusaufenthalt an der Sibelius-Akademie Helsinki.
Bremen gründete eigene Bands und trat 2019 mit seinem Quartett beim Jazzfestival in Karlsruhe auf. Mit seinem Quartett (mit Moritz Langmaier, Piano, Jakob Jäger, Bass, und David Giesel, Schlagzeug) sowie dem Vibraphonisten Olli Virtanen als Gast nahm er sein Debütalbum Reflections on Predictability auf, das 2023 bei Unit Records erschien. Weiterhin arbeitet er im Quartett Werder mit Lucie Graehl (Tenorsaxophon), Tobias Fritzen (Bass) und Lucas Klein (Schlagzeug).